# La Tardière
La Tardière – miejscowość i gmina we Francji, w regionie Kraj Loary, w departamencie Wandea.
Według danych na rok 1990 gminę zamieszkiwało 1335 osób, a gęstość zaludnienia wynosiła 65 osób/km² (wśród 1504 gmin Kraju Loary La Tardière plasuje się na 451. miejscu pod względem liczby ludności, natomiast pod względem powierzchni na miejscu 536.).